# أرتميس (مجلة)
أرتميس (بالأرمنية: Արտեմիս) هي مجلة أدبية نسائية أرمينية، أنشئت بمدينة الإسكندرية في مصر على يد الكاتبة والناشطة النسوية الأرمينية ماري بيلريان، صدر أول عدد للمجلة في يناير 1902 وظلت تصدر بشكل دوري حتى توقفت في ديسمبر 1903، بالنسبة لماري بيلريان، كانت هذه المجلة تحقيقًا لحلم طالما راودها بإنشاء مجلة يمكن للنساء الأرمنيات التعبير عن أنفسهن بحرية فيها، في وقت بدأت فيه النساء بالدخول إلى المجال العام، حيث وفرت "أرتميس" منصة يمكن للنساء من خلالها نشر آرائهن حول حياة النساء الأرمنيات المعاصرة.